# 99 بالون
99 بالون (بالألمانية: Neunundneunzig Luftballons) (وتعني 99 بالون هوائي) هي أغنية بوب قامت فرقة نينا بغنائها مُنذ عام 1983. قام كارلو كارغيس بكتابة نص الأغنية ومن إلحان أوفي فاهرينكروغ بيترسن.